# Дубки (парк, Нижний Новгород)
Парк «Дубки» — парк в Ленинском районе Нижнего Новгорода. С 2018 года парк полностью реконструируется.

## Расположение

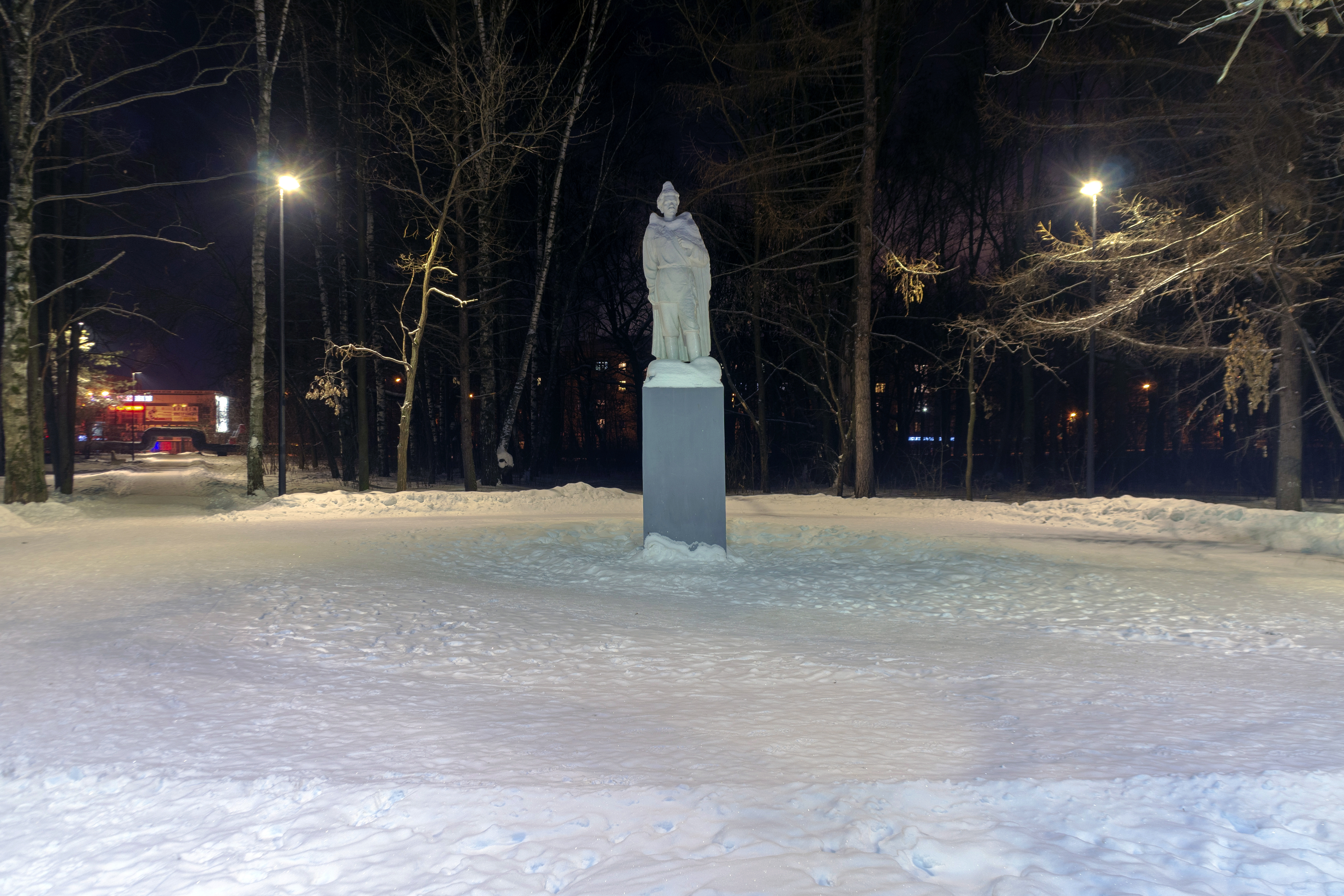
Памятник Максиму Горькому

Парк проходит вдоль проспекта Ленина. Также его окружают улицы Новикова-Прибоя и адмирала Нахимова. Параллельно проспекту Ленина, на противоположной стороне парка, находится здание завода «Румо». Самый точный его адрес — улица Адмирала Нахимова, 1.

### Транспорт
Трамвай № 3 (Парк Дубки — Московский Вокзал)
Трамвай № 21 (Парк Дубки — Чёрный пруд)
Станция метро «Пролетарская»
Автобус № 64 (Соцгород-2 - ул. Усилова)
Автобус № 20 (Аэропорт - ул. Деловая)

## Насаждения
Парк находится на месте исторического произрастания дубрав и включает в себя участок произрастания дубов возрастом более 100 лет. Также на его территории посажены клёны, липы, берёзы, пихты и тополя.

## Культура

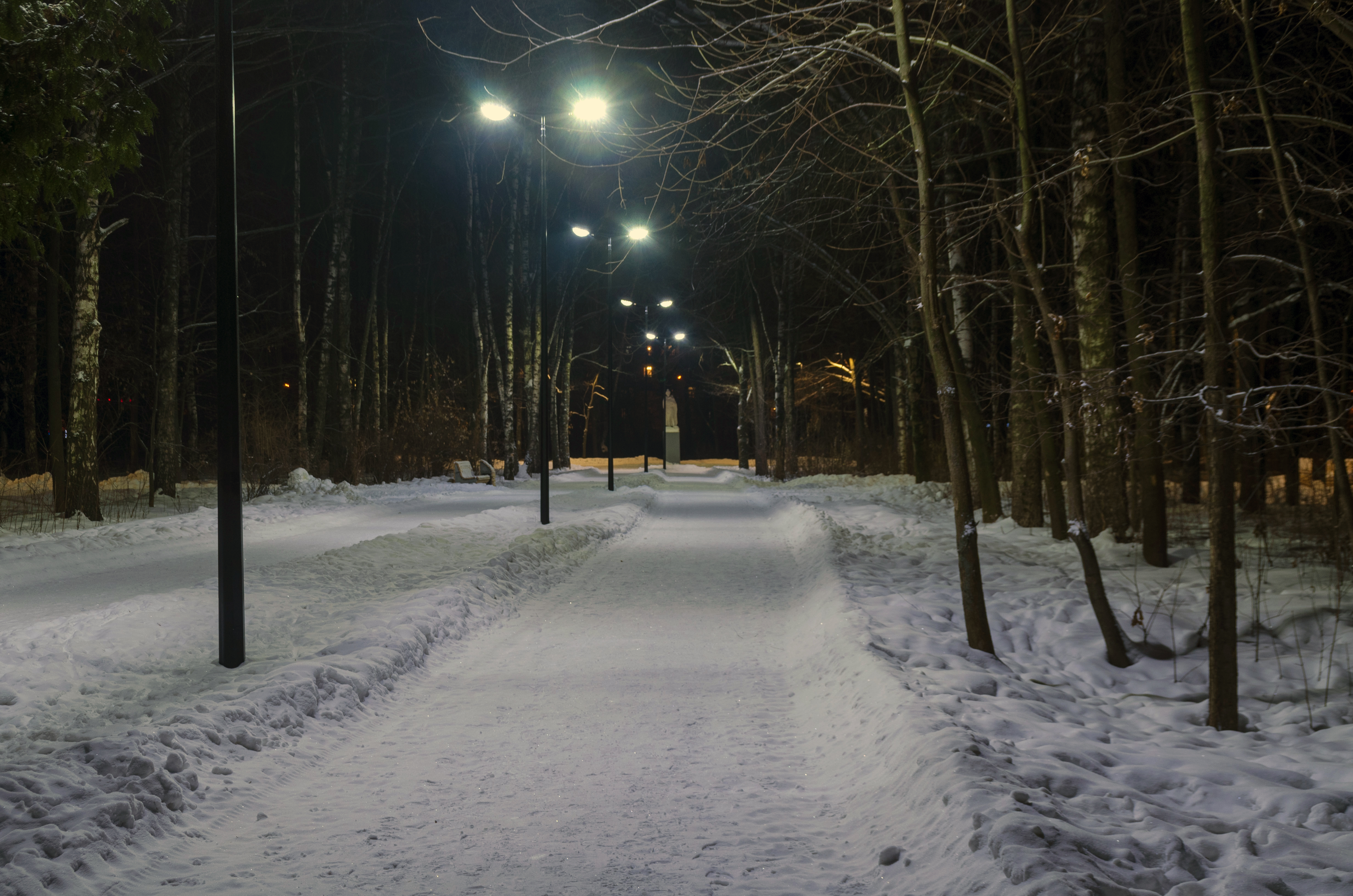
Центральная аллея парка

Ранее были установлены советские механические карусели. Сейчас они демонтированы, а на их месте образовались заросли.
Однако в декабре 2013 года компания Tele2 при поддержке жителей и администрации Ленинского района преобразила одну часть парка, установив там новые аттракционы для детей, новые лавочки и проложив новые дорожки для пеших прогулок. Теперь, входя в парк с главного входа, можно отдохнуть и погулять на обновлённой территории. Это лишь первый случай по благоустройству парка за 10 лет.
На территории парка находился ранее Дом культуры «Двигатель Революции», впоследствии переделанный в хостел «Лукоморье». 
С 2018 года были начаты работы по благоустройству парка. Они разделены на три этапа. Первый этап был завершён в ноябре 2018 года. Было заново смонтировано новое освещение парка, построены пешеходные дорожки, лыжня и дорожка для скандинавской ходьбы, установлены новые детские аттракционы и приведён в порядок внешний вид зелёных насаждений.